# هوسبيتال سيفيرو أوتشوا (محطة مترو أنفاق مدريد)
هوسبيتال سيفيرو أوتشوا (بالإسبانية: Hospital Severo Ochoa)‏ هي محطة مترو أنفاق في مدريد في إسبانيا، تقع على الخط رقم 12.